# المرأة والزوجة (فلم 1918)
المرأة والزوجة (بالإنجليزية: Woman and Wife) فيلم دراما أمريكي صامت تم إنتاجه عام 1918 من إخراج إدوارد خوسيه وبطولة أليس برادي، مايج ايفانز، وتستند قصته على رواية جين آير للكاتبه شارلوت برونتي.

## روابط خارجية
- المرأة والزوجة على موقع IMDb (الإنجليزية)
- المرأة والزوجة على موقع أول موفي (الإنجليزية)
- المرأة والزوجة على موقع كينوبويسك (الروسية)